# Copipanolis stigma
Copipanolis stigma är en fjärilsart som beskrevs av Smith 1890. Copipanolis stigma ingår i släktet Copipanolis och familjen nattflyn. Inga underarter finns listade i Catalogue of Life.